# Obiettivo (fotografia)

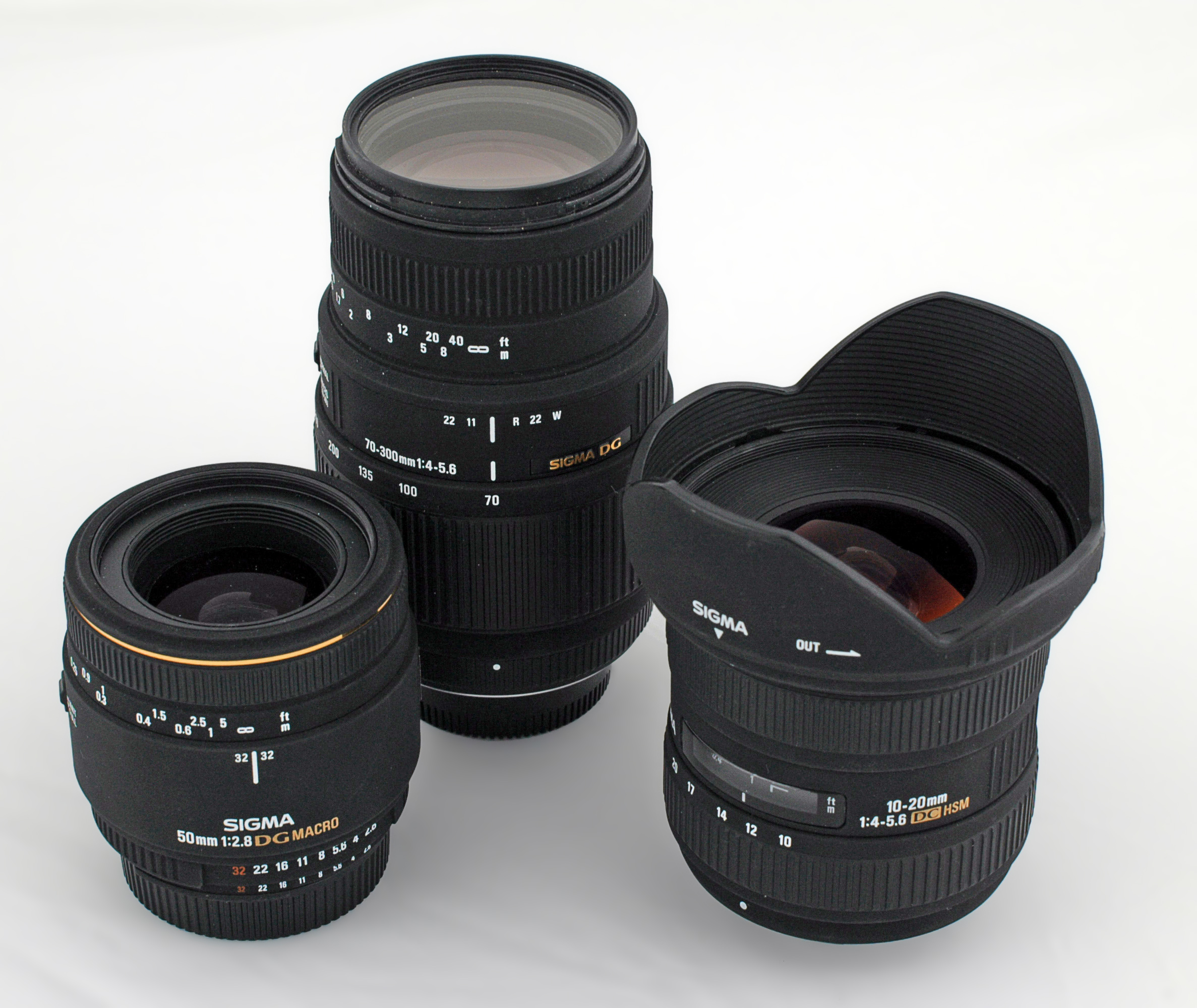
50 mm f/2,8 Macro - 70-300 mm f/4-5,6 - 10-20 mm f/4-5,6

L'obiettivo fotografico (a volte chiamato ottica o anche lente, come latinismo da lens) è il dispositivo ottico utilizzato nelle macchine fotografiche, per formare le immagini luminose riprese dalla realtà. È generalmente composto da un complesso insieme di lenti (sistema diottrico), vari elementi in vari gruppi, o più raramente da un misto di lenti e specchi (sistema catadiottrico), e presenta spesso la possibilità di poter regolare un diaframma interno ed anche la messa a fuoco; raramente è provvisto di otturatore coassiale al diaframma.

## Storia
Nel 1550, l'accademico italiano Gerolamo Cardano utilizza una lente piano-convessa per concentrare la luce e aumentare la luminosità di una camera stenopeica. 
Nel 1568, il cardinale italiano Daniele Barbaro aggiunge un diaframma all'obiettivo diottrico, per ridurre le aberrazioni.
Nel 1814, il fisico inglese William Hyde Wollaston sostituisce la lente di Cardano con un menisco concavo-convesso.
Nel 1829, l'ingegnere ottico francese Charles Chevalier realizza le prime lenti acromatiche composte da un elemento positivo e uno negativo, con due vetri ottici di potere dispersivo uguale e contrario. Produce inoltre gli obiettivi per equipaggiare le fotocamere di Alphonse Giroux per la dagherrotipia, con focale di 40,3 cm (403 mm) f/11.
Il 1840 vede la nascita del primo obiettivo f/3 calcolato matematicamente, ad opera del fisico-matematico slovacco Joseph Petzval.
Nel 1890, l'ottico tedesco Johann Heinrich Dallmeyer risolse il problema delle necessità delle lunghe focali, progettando lo schema ottico a teleobiettivo, riducendo il tiraggio accorciando il fuoco posteriore rispetto alla lunghezza focale.
Nel 1893, l'ingegnere ottico britannico Harold Dennis Taylor realizza il tripletto di Cooke, per la Cooke & Sons, che ridusse la distorsione e migliorò la qualità ai bordi.
Nel corso del Ottocento e del Novecento, furono introdotti, da grandi aziende del settore, vari schemi ottici dai quali nacquero diversi obiettivi. Fra gli schemi più importanti della Zeiss, i cui nomi per vecchia tradizione derivano dal greco, compaiono il Tessar, il Planar, il Distagon, l'Hologon, il Topogon e il Sonnar; della Goerz c'è il Dagor, l'Artar e l'Hypergon; della Schneider c'è il Super-Angulon; della Ernemann c'è l'Ernostar; della Leitz-Leica ci sono il Anastigmat (poi Elmax), gli Elmar e Elmarit, il Hektor, i vari Summar, Summarit e Summaron, il Summicron, il Summilux, il Noctilux.

## Caratteristiche
Le principali caratteristiche degli obiettivi fotografici, sono il tipo di innesto, il tiraggio e l'angolo di copertura, che servono per capire le possibilità d'uso sulle varie fotocamere e circa la dimensione del fotogramma utile. Ma anche il tipo di schema ottico, per capire la resa e quindi conoscere la tipologia della lente: obiettivo diottrico, catrottico o catadiottrico, ecc. 
Una volta stabilite queste, in base al formato fotografico, si può conoscere e decidere la lunghezza focale e dunque l'angolo di campo ripreso sul fotogramma, nonché l'apertura massima del diaframma, come indicatore della luminosità ambientale di utilizzo. Ed infine, il tipo di funzionalità, ad esempio circa la messa a fuoco manuale o automatica, la compatibilità con vari automatismi del diaframma, col corpo macchina, eccetera.

### Lunghezza focale
La lunghezza focale degli obiettivi è riferita, per convenzione, alla messa a fuoco ad infinito. Cioè, equiparando gli obiettivi fotografici ad una semplice lente sottile, la lunghezza focale è la distanza misurata sull'asse ottico ed espressa in millimetri, che separa il centro della lente dal piano focale, quando riprende un oggetto posto a infinito. Ma, essendo gli obiettivi composti da vari elementi in più gruppi di lenti (quindi con un ampio spessore, non sottile), tale distanza coinvolge il centro ottico dell'obiettivo, definito "punto nodale posteriore" e che in genere si trova in prossimità del diaframma. In sostanza la lunghezza focale indica la distanza fra il punto nodale posteriore di un obiettivo e il piano focale sul quale gli oggetti all'infinito sono nitidamente messi a fuoco. Le varie regolazioni del fuoco su distanze più vicine del infinito, determinano aumenti della distanza focale e un leggero ingrandimento, che restringe proporzionalmente l'angolo di campo ripreso.
A parità di dimensioni del sensore, la lunghezza focale degli obiettivi determina anche l'angolo di campo della ripresa e quindi un ingrandimento relativo del soggetto ripreso; di conseguenza, lo stesso obiettivo usato per sensori di dimensioni differenti, determina angoli di campo differenti.

#### Zoom
Alcuni obiettivi fotografici, detti zoom, possono variare la lunghezza focale, e quindi variare l'ingrandimento del soggetto, modificando anche l'angolo di ripresa sul fotogramma. Tuttavia, il variare della lunghezza focale, non varia la prospettiva dell'immagine (come qualcuno purtroppo sostiene): per le regole di geometria, il punto di ripresa è il punto di vista, e rimane fisso ed invariato. Semmai, il variare della focale può essere la conseguenza di una eventuale scelta del fotografo di cambiare la prospettiva (o il punto di ripresa), non la causa: se ad esempio il fotografo si spostasse dall'iniziale punto di ripresa, arretrando, cambierebbe la prospettiva e anche la dimensione del soggetto (risulterà un po' più piccolo all'interno del fotogramma), ma cambiando la focale con uno zoom, sarà possibile aumentare l'ingrandimento fino a riottenere di nuovo le dimensioni iniziali del soggetto. 

### Angolo di campo
L'angolo di campo indica l'estensione angolare dello spazio ripreso dall'obiettivo e proiettato sul fotogramma. A parità di dimensioni del fotogramma, è la lunghezza focale a determinare l'estensione angolare della ripresa, ma in modo inverso: minore è la lunghezza focale e più ampio sarà l'angolo di campo ripreso (e viceversa). L'angolo di campo principale degli obiettivi è determinato dalla diagonale del sensore per cui sono progettati, ma spesso nelle specifiche del obiettivo vengono forniti anche i valori di altezza e larghezza del campo ripreso, espressi sempre come gradi angolari. La forma del sensore è generalmente rettangolare, per cui è la misura diagonale a determinare l'angolo di campo più ampio ripreso sul fotogramma. 
L'obiettivo con lunghezza focale pari alla diagonale del sensore, ha un angolo di campo di circa 53°, e in base al rapporto d'aspetto, avrà i relativi valori d'ampiezza (per l'altezza e la larghezza del fotogramma). A parità di sensore, gli obiettivi con lunghezza focale maggiore alla diagonale (tele, medio tele e super tele), avranno un campo ripreso sempre più stretto. Al contrario, gli obiettivi grandangolari (con lunghezza focale minore della diagonale), avranno un campo ripreso sempre più ampio. Così, nella pratica reale è possibile vedere obiettivi fotografici tra l'estremo grandangolo (fish-eye) ad esempio con 220° di campo (diagonale), ai lunghissimi tele-obiettivi con solo 1° di campo. Tuttavia, gli obiettivi di uso più comune forniscono un angolo di campo ripreso tra 90° e 8° circa, o poco più (tra 110° e 5°).

### Apertura o luminosità
L'apertura di una lente (sottile) è determinata dal suo diametro, per cui maggiore è il diametro (a parità di focale) e maggiore è la luminosità delle sue immagini. Tuttavia, l'apertura di un obiettivo fotografico reale, che è generalmente variabile con un diaframma interno, tra il valore di massima apertura (o apertura indicata dell'obiettivo) e il valore utile di minima apertura (diaframma chiuso), non segue esattamente questo principio, in quanto non è mai una lente sottile, ma è almeno costituito da un paio di gruppi di lenti posti davanti e dietro al diaframma. L'apertura o la chiusura del diaframma determina l'aumento o la diminuzione della luce che attraversa le lenti, e dunque, anche la luminosità dell'immagine ripresa. 
I valori di apertura vengono espressi come rapporto focale, ovvero quante volte il diametro effettivo di apertura è pari alla lunghezza focale ƒ: ad esempio, ƒ/2 significa che l'apertura effettiva è 1/2 la lunghezza focale dell'obiettivo, quindi per ƒ = 100 mm, ƒ/2 = 50 mm di diametro, ecc. Però, ad ogni raddoppio o dimezzamento del diametro, l'area dell'apertura cambia di 4 volte tanto e ciò vuol dire 4 volte più o meno luce in ingresso. Perciò, ogni aumento o riduzione del diametro della √2, significa il raddoppio o il dimezzamento della luce in ingresso. E ogni raddoppio o dimezzamento della luce in ingresso, viene chiamato ƒ-stop. I vari diaframmi vengono indicati sull'ottica di conseguenza: ad esempio ƒ/1 - ƒ/1,4 - ƒ/2 - ƒ/2,8 - ƒ/4 - ƒ/5,6 - ƒ/8 - ƒ/11 - ƒ/16 - ƒ/22, ecc. Ciò serve per semplificare le regolazioni del tempo di esposizione, usando vari obiettivi di lunghezza focale diversa, poiché anche il tempo di posa viene indicato con lo stesso principio degli ƒ-stop, raddoppiando o dimezzando i valori del tempo (1 secondo - 1/2 sec - 1/4 - 1/8 - 1/15 - 1/30 - 1/60 - 1/125 - 1/250 - 1/500, ecc).
Siccome il numero del diaframma è un denominatore, più piccolo è il numero, più luminosa sarà l'immagine a parità di tempo di esposizione, ma anche più piccolo è il numero, più veloce dovrà essere il tempo di esposizione, e da questi due concetti, nascono i relativi concetti di «ottica luminosa» e di «obiettivo veloce».
La regolazione del diaframma determina anche la profondità di campo e di conseguenza quella di fuoco (anche se ci sono differenze), dove la forma delle sue lamelle influisce, anche se lievemente, sulla forma dello sfocato. 
Il valore del diaframma col numero più piccolo indicato sul obiettivo, corrisponde al valore di massima apertura, deve tutte le altre "aperture" sono possibili solo chiudendo il diaframma, fino al valore più alto/chiuso (che raramente è maggiore di ƒ/32 per gli obiettivi del formato 24x36). Nel nominativo degli obiettivi a focale fissa, viene specificato un solo valore di apertura, quello massimo (ad esempio ƒ/2,8). Perciò, sugli obiettivi zoom di solito vengono indicati almeno i due valori, per la focale più corta e per la focale più lunga dello zoom: ad esempio, in uno "zoom 80-200 mm ƒ/3,5-4", il valore ƒ/3,5 è l'apertura più ampia ottenibile alla focale di 80 mm, e il valore ƒ/4 è l'apertura più ampia ottenibile alla focale di 200 mm. In genere, aperture maggiori di ƒ/2,8 (2 - 1,8 - 1,4 - 1,2 - ecc.), si trovano più facilmente in ottiche a focale fissa, con schemi semplici e valori di focale vicini a quella del obiettivo normale (tra circa 35 e 90 mm eq), i quali possono arrivare anche a dei valori inferiori a ƒ/1 (ad esempio, ƒ/0,95 del tipico Leica Noctilux-M 50 mm). 

### Messa a fuoco
Per poter visualizzare nitidamente l'immagine si opera sulla messa a fuoco, azione che consiste nel posizionare l'obiettivo a distanza opportuna tra il piano focale e l'oggetto fotografato. In alcuni obiettivi non vi è nessuna modifica alla propria lunghezza perché l'operazione è fatta con lo spostamento di uno o più gruppi ottici interni all'obiettivo stesso. Alcuni obiettivi macro, capaci di mettere a fuoco a distanze molto ridotte, utilizzano più gruppi interni indipendenti per garantire la massima definizione anche a distanze ridotte e sulle parti più esterne del fotogramma. L'operazione di messa a fuoco è generalmente svolta agendo su un'apposita ghiera posta sul barilotto dell'obiettivo. La messa a fuoco può essere di tipo manuale o automatico, utilizzando un motore posto all'interno della fotocamera o dell'obiettivo stesso. I moderni obiettivi motorizzati, offrono anche modalità ibride (auto e manuale) e quando lavorano in autofocus è sufficiente impugnare la ghiera di messa a fuoco per passare in modalità manuale, consentendo di imbastire la messa a fuoco in automatico e di rifinire poi in manuale se necessario, senza dover attivare il selettore di modalità.

## Schemi ottici

### A diffrazione o stenopeico
L'obiettivo stenopeico (dal greco στενός  stenós = stretto e ὀπή opè = foro, apertura) è il caso più semplice di obiettivo fotografico, poiché è costituito da un piccolo foro che sfrutta il principio della diffrazione per formare l'immagine all'interno della camera oscura.
Conosciuto fin dai tempi più antichi (anche dagli Egizi) è applicato alla camera obscura, della quale è notevole la descrizione che ne fece Leonardo da Vinci nel Codice atlantico (camera oscura leonardiana).
Consiste in un piccolo foro praticato in una lamina sottile pochi decimi di millimetro, di materiale opaco, possibilmente nero o annerito. Indicativamente il diametro del foro è di un terzo di millimetro per i formati più grandi, ma è necessario trovare il miglior compromesso in base al formato del sensore e alla lunghezza focale voluta, perché la nitidezza è molto bassa e migliora solo diminuendo il diametro del foro, che però aumenta la diffrazione provocando aloni ai bordi. Anche la luminosità di questo obiettivo è molto bassa ed è quindi impiegabile solo con oggetti statici o molto luminosi e in condizioni di alta luminosità.
I lati positivi sono, l'assenza o quasi di tutte le aberrazioni tipiche degli obiettivi con lenti e specchi, e una profondità di campo praticamente illimitata (o comunque molto ampia).

### A rifrazione
Rispetto all'obiettivo stenopeico, quello a lenti sferiche permette una maggiore luminosità e un controllo abbastanza accurato della luce sul piano focale, per diminuire le aberrazioni ottiche, con formazioni schematiche da due a più elementi (lenti sferiche e asferiche). L'utilizzo di lenti asferiche aiuta a contenere difetti come l'aberrazione sferica. L'uso di più elementi consente di contenere l'aberrazione cromatica, fino a livelli detti apocromatici.
A migliorare ulteriormente la qualità degli obiettivi, contribuisce lo sviluppo dei vetri ottici utilizzati, in particolare i vetri con indice di rifrazione molto bassa e molto alta (sino a valori che superano 1,9) e vetri a bassissima dispersione o a dispersione anomala, utilizzati per correggere soprattutto le aberrazioni cromatiche laterali. Ma anche i particolari trattamenti antiriflesso tra le superfici aria-vetro, che hanno lo scopo di diminuire la quantità di luce riflessa, difratta o dispersa e assorbita dalla lente, per cui di aumentare la trasmissione. In un primo momento vennero introdotti i trattamenti antiriflesso semplici (single-coated) e in seguito vennero utilizzati dei trattamenti antiriflesso multipli (multi-coated), fino ad ottenere particolari trattamenti multipli a larga banda su tutte le superfici (fully broad-band multi coated).
Guardando dentro un obiettivo privo di trattamenti, vedremo tutti i riflessi bianchi; se l'ottica ha almeno un trattamento singolo, vedremo dei riflessi colorati (tipicamente blu o ambra), se invece è completamente milti-rivestito, vedremo vari riflessi di vari colori e cangianti in base all'inclinazione. Quasi tutti gli obiettivi moderni, di discreta fattura, hanno almeno un trattamento multiplo.

### A riflessione e misti (catadiottrici)
Gli obiettivi a riflessione o a specchio vengono usati tipicamente solo nei telescopi (newtoniani e dobsoniani) e a queste funzioni può essere collegata la fotografia (astro-fotografia). Mentre, per la fotografia "terrestre" vengono usati degli obiettivi catadiottrici (misto diottrici e catottrici), basati su uno specchio principale concavo, uno secondario convesso e alcune lenti diottriche, quindi di costruzione simile al telescopio Cassegrain. Rispetto ai teleobiettivi diottrici hanno il vantaggio di un minor ingombro, di un peso ridotto e di una completa riduzione di alcune aberrazioni come quelle cromatiche (solo gli specchi sono immuni dalle aberrazioni policromatiche e per questo diffusi come telescopi nell'uso astronomico). Oltre ai due specchi, in genere sono costruiti impiegando delle lenti a bassa curvatura per la correzione delle aberrazioni sferiche e come sostegno dello specchio secondario, costituendo così dei sistemi misti. A causa delle aberrazioni monocromatiche extra-assiali sono costruiti prevalemtemente con lunghezze focali maggiori di 300 mm. La tipica conformazione ottica, molto spesso non prevede nemmeno il diaframma e la forma dello sfocato è un anello invece di un cerchio. Alle focali più corte, sono meno luminosi rispetto agli obiettivi a lenti e l'immagine è in genere meno nitida ai bordi del fotogramma, mentre le lunghissime focali (da 500 a 2000 mm) sono più facilmente utilizzabili in situazioni di mobilità.

## Obiettivi specializzati

### Decentrabile
Nella fotografia architettonica, per eliminare le “linee cadenti” causate dalla necessità di puntare in alto l'obiettivo, inquadrando un edificio, sono stati progettati alcuni obiettivi definiti «decentrabili», per il medio e il piccolo formato, con un circolo di buona definizione superiore al normale.
Le più vecchie lenti PC avevano solo la possibilità di decentrare l'ottica (shift ), le moderne lenti PC permettono anche di inclinare la lente rispetto al piano pellicola (tilt ), quest'ultima caratteristica le rende molto appetibili non solo per la fotografia architettonica, ma anche per la fotografia macro; esistono infatti ottiche PC con funzioni «shift & tilt» specifiche per il macro, come il Nikkor 85 mm PC-E. Gli obiettivi decentrabili si dividono in ulteriori due categorie, ce ne sono alcuni che permettono solamente il decentramento (shift) per esempio il Nikkor 35 mm f/2,8 PC, altri che permettono decentramento e basculaggio (tilt & shift ) come ad esempio il Canon 17 mm f/4 TS-E.
Gli obiettivi per banchi ottici offrono normalmente la possibilità di decentrare l'asse verticalmente, con un movimento chiamato decentramento, e/o basculare l'asse in modo che il piano di fuoco venga inclinato rispetto al piano pellicola.

### Per ritrattistica
Nel ritratto è utile esaltare il volto o la figura umana dallo sfondo e questo si ottiene normalmente riducendo la profondità di campo, ovvero aprendo il diaframma.
Sono anche disponibili filtri fotografici soft focus molto più economici che realizzano l'effetto di diffusione sulle alte luci.
Sempre per il ritratto esistono lenti che permettono di sfocare ciò che è davanti o dietro (a scelta) rispetto al piano focale, il sistema permette lo spostamento di alcune lenti variando l'aberrazione sferica e non la messa a fuoco provocando un aumento della sfocatura mantenendo invariata la nididezza del soggetto a fuoco (se però la variazione del sistema defocus supera il valore di diaframma impostato sulla lente la foto risulterà completamente intaccata nella nitidezza dando vita ad un effetto "soft focus") questo tipo di lente è abbastanza costoso per via della complessa ottica e dei movimenti micrometrici del defocus control.
Attualmente solo due lenti hanno il sistema defocus e sono il Nikkor 105 mm f/2 DC e il Nikkor 135 mm f/2 DC, dove "DC" sta per Defocus Control.
Sony ha una lente simile ai Nikon DC, è il 135 mm f/2,8 (T4,5) STF dedicato alla ritrattistica che utilizza un sistema completamente diverso rispetto ai Nikon ma ugualmente interessante, si tratta di una lente con doppio diaframma (uno a 9 lamelle e uno a 10 lamelle) per controllare meglio lo sfocato, questa lente speciale di elevata qualità ottica permette di avere sfocati estremamente morbidi e gradevoli ma non dà le stesse possibilità creative offerte dalle lenti DC.

### Standard
L'obiettivo di focale 50 mm è considerato l'obiettivo standard valido per tutti i formati fotografici, adottato da tutti i produttori di fotocamere come valore di riferimento industriale, per ottenere o per fornire valutazioni assolute, tipo il valore di ingrandimento dei mirini oculari (ad esempio) delle fotocamere reflex e mirrorless. Ma proprio per questo motivo, la focale 50 mm non dovrebbe mai essere confusa con la focale normale delle fotocamere in formato 24x36 (come avviene ancora alcune volte), neppure se fosse la focale degli obiettivi forniti «normalmente» con il corpo della macchina fotografica.

### Macro
L'obiettivo macro è un obiettivo progettato meccanicamente e soprattutto otticamente, per le riprese a distanza molto ravvicinata, in genere ad almeno 2 lunghezze focali e anche più vicino, per ottenere un rapporto di ingrandimento almeno pari a 1:1. È un'ottica adeguata anche a sostenere i vari accessori fotografici per la fotografia macro, come tubi di prolunga, lenti addizionali, ecc.

## Accessori fotografici per obiettivi

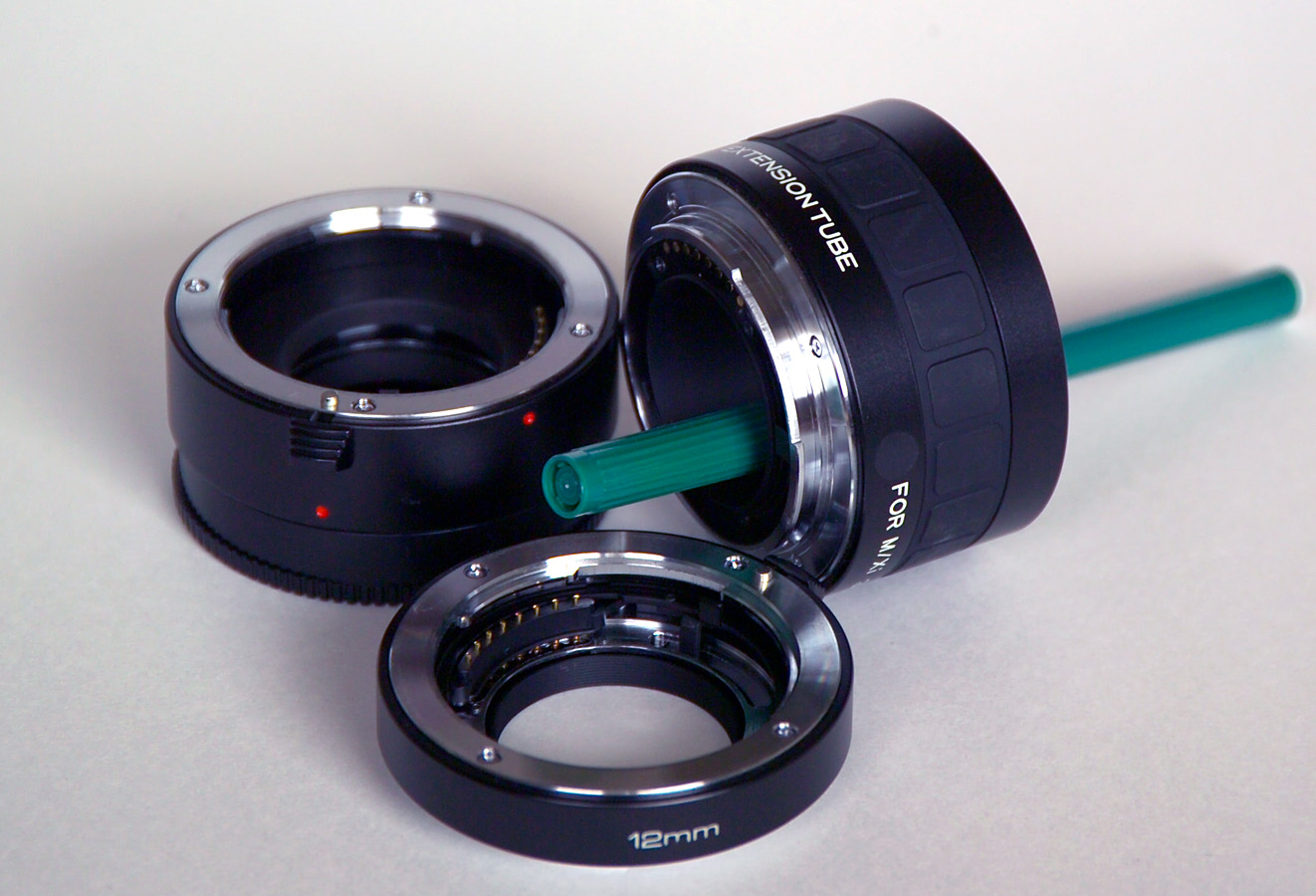
Tubi di estensione per diminuire la distanza minima di messa a fuoco, utili in macrofotografia

Tubi di prolunga: sono dei cilindri senza lenti da montare tra la fotocamera e l'obiettivo consentendo un accorciamento della minima distanza di messa a fuoco. Utili in macrofotografia, sono disponibili in diverse altezze, l'unico difetto è il comportare una perdita di luminosità proporzionale alla dimensione del tubo.
Lenti addizionali: vengono montate anteriormente all'ottica per fare in modo che la focalizzazione dell'oggetto avvenga a distanza ravvicinata o aumentata e avere un rapporto di riproduzione almeno di uno a uno.
Nel caso di diminuzione della lunghezza focale dell'obiettivo su cui sono montati sono dei sistemi ottici convergenti possibilmente acromatici, mentre nel caso opposto si utilizzano lenti divergenti, in quest'ultimo caso la distanza col piano di messa a fuoco rimane invariata per cui non è più possibile la focalizzazione all'infinito ma solo a distanze molto ravvicinate. La luminosità dell'obiettivo originale non cambia in maniera percettibile, si misurano in diottrie ed esistono modelli da +1, +2, +3 con potere di ingrandimento crescente. Tali sistemi possono adattarsi all'obiettivo in modi differenti, possono avvitarsi o nel caso di sistemi economici, come nella maggior parte dei sistemi degli smartphone, si utilizza un sistema a clip.
Moltiplicatori di focale: sono dei sistemi ottici divergenti montati posteriormente all'obiettivo e servono ad allungare la lunghezza focale. La distanza di messa a fuoco non cambia, ma diminuisce la luminosità originale in funzione del fattore di moltiplicazione. L'ingrandimento è comunemente di 1,4 o 2, da moltiplicare per la lunghezza focale dell'obiettivo. Vengono comunemente utilizzati per la fotografia naturalistica o per il reportage. Nikon mise in commercio nel 1985 un moltiplicatore di focale (fattore 1,6) siglato Nikkor TC-16A che implementava la funzionalità autofocus in oltre 30 obiettivi Nikkor non-AF se utilizzati con gli apparecchi F-801s, F90, F4.

## Classificazione in base all'angolo di campo
Il vasto panorama degli obiettivi fotografici si può dividere in tre categorie principali: grandangolari, normali e tele; e si possono differenziare più facilmente considerando l'angolo di campo ripreso sul fotogramma; quest'angolo può essere riferito all'ampiezza orizzontale, verticale o diagonale, dove l'ampiezza diagonale è l'unica non soggetta al rapporto d'aspetto del formato, per cui è la dimensione più citata nelle caratteristiche. Per fare un esempio di massima, si può dire che l'ampiezza diagonale varia tra 180° e 60° per i grandangolari, tra 60° e 50° per i normali, e tra 50° e 2° per i tele (per angoli di campo più stretti, si usano solitamente i telescopi).

### Grandangolo

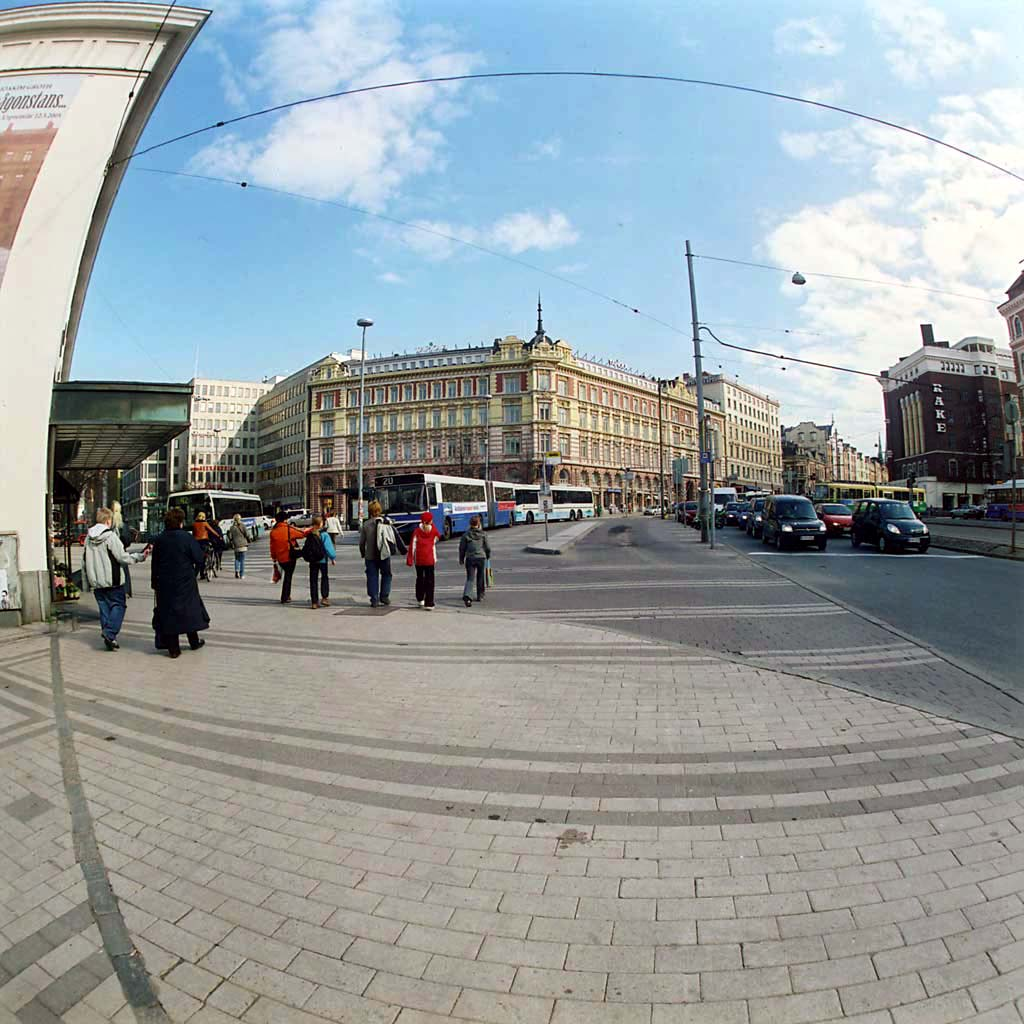
Immagine prodotta da un obiettivo fish-eye

Gli obiettivi con angolo di campo molto ampio o maggiore del normale, sono detti grandangolari. L'angolo di campo diagonale, per un grandangolare tipico, passa da 60° a 90°, ma per gli ultra-grandangolari estremi può arrivare anche a 180°. I cosiddetti fish-eye (occhio di pesce) potrebbero avere una ampiezza maggiore, ma tendono a restituire immagini circolari, con distorsione a barile massimamente accentuata; vengono così chiamati a causa delle immagini tonde che riflettono idealmente gli occhi di questi animali. Il tipico angolo di campo dei fish-eye raggiunge al massimo i 180°, benché in rarissimi casi può superare il "muro piatto", ad esempio con i 220° del obiettivo Nikkor 6 mm ƒ2,8 per le Nikon dell'epoca (1970-72).
È possibile che i grandangolari siano più soggetti alla distorsione a barile, dove le linee cadenti ai bordi curvano vistosamente; tuttavia, è in genere possibile correggere questa distorsione usando i software di manipolazione delle immagini digitali, anche nelle riprese più spinte, oppure eliminarle in fase di progetto ottico, ma aumentando un altro effetto che deforma comunque l'immagine piana. Così, maggiore è l'ampiezza angolare e maggiore è la deformazione delle immagini proiettate sul piano sensore – dovuta alla proiezione equidistante dei fasci luminosi sulla pellicola, per mantenere un'alta planarità del campo ripreso – fino ad arrivare alla formazione di immagini circolari.
Per fare alcuni esempi con lunghezza focale e ampiezza diagonale, sul formato Leica 24x36 (o full frame ), il più classico grandangolare è il 24 mm (84°), ma sono molto comuni anche il 35 (63°), il 28 (75°) e il 21 mm (91°); dove però, ad esempio, il 35 mm produce un angolo di campo molto più simile a quello di un obiettivo normale (~ 40 mm - 53°), che ad un grandangolare spinto (es: 18 mm - 100°).
I grandangolari restituiscono un effetto ottico di "prospettiva accentuata ", detto di allungamento dei piani nella profondità, esagerando in modo non lineare l'ingrandimento degli oggetti più vicini e rimpicciolendo di più quelli più lontani, permettendo così vari gradi di esaltazione del soggetto in primo piano rispetto allo sfondo, e potendo realizzare anche degli interessanti effetti creativi.
Tuttavia, i grandangolari risultano più difficili da progettare e realizzare per le fotocamere reflex, in quanto il tiraggio di queste camere è in genere simile o addirittura maggiore alla diagonale del fotogramma, perciò necessitano di obiettivi con schemi ottici particolari, detti a retrofocus o a teleobiettivo invertito, che possano aumentare il tiraggio dell'ottica, tramite un gruppo ottico anteriore divergente.

### Obiettivo normale
| Formato | Focale (in mm) |
| ------- | -------------- |
| 4/3     | 21             |
| APS-C   | 28             |
| 24×36   | 43             |
| 6×4,5   | 70             |
| 6×6     | 80             |
| 6×9     | 100            |
| 10×12   | 150            |
| 13×18   | 220            |
| 20×25   | 320            |

L'obiettivo "normale" è quello che imprime sul fotogramma una immagine del tutto simile a quella osservata normalmente ad occhio nudo ("visione normale"), per ciò che riguarda esclusivamente la corretta proporzione di tutte e tre le dimensioni spaziali, viste contemporaneamente: altezza, larghezza e profondità della scena ripresa. Per questo, viene indicato come analogo alla visione dell'occhio umano, e perché proietta le rette parallele sul fotogramma, con la stessa "angolatura" visibile a occhio nudo dallo stesso punto di vista (stessa prospettiva). Tuttavia, il termine più corretto da usare è "obiettivo a lunghezza focale normale" (con lunghezza pari alla diagonale del fotogramma). E infatti, la lunghezza focale adatta per ottenere questo effetto, è uguale alla misura diagonale del sensore: per cui, nel formato 24x36, la lunghezza focale dovrà essere circa 43 mm, con 45° di ripresa orizzontale e 53° diagonale.
La stessa riproduzione ottenuta con un grandangolo, allungerebbe la proporzione dei piani nella profondità dell'immagine, mentre il tele restringerebbe la profondità dei piani, "schiacciando" la tridimensionalità degli oggetti ripresi (da non confondere con la distorsione planare, che affligge maggiormente i grandangolari).
È diventato un luogo comune, confondere l'obiettivo normale con l'ottica standard di lunghezza focale 50 mm, usata come riferimento industriale per quantificare ad esempio l'ingrandimento dei mirini oculari delle macchine fotografiche. Molto probabilmente questo deriva dal fatto che le ottiche considerate nel 1913 dal Ingegnere Oskar Barnack, per il suo formato fotografico Leica 24x36 mm su pellicola in rullini 135, erano inizialmente progettate per il film da 35 mm usato nel cinematografo dai fratelli Lumière fin da 1895, e la focale 50 mm poteva avere la misura più adatta per poter calcolare l'esposizione della pellicola (motivo per cui fu inizialmente prodotto il prototipo della Leica).
Gli schemi ottici utilizzati per gli obiettivi ad angolo normale (tipo, a doppio-gauss) sono largamente collaudati, perfezionati, economici, molto più facili da produrre e di buona qualità; e la "luminosità" è generalmente molto elevata, fino a valori di ƒ/1 (almeno quelli nel formato 24x36, ma anche in altri).
L'obiettivo normale era usato spesso dal fotografo statunitense Ansel Adams e dal Gruppo f64, come concetto di riproduzione della realtà osservata, sia come esposizione della luce, che come effetto visivo risultante.

### Teleobiettivo o a lungo fuoco
Gli obiettivi con angolo di campo minore, o lunghezza focale maggiore del normale, sono detti comunemente "teleobiettivi". Tuttavia, quando presentano uno schema ottico semplice (non teleobiettivo), sarebbe più corretto chiamarli ottiche a lungo fuoco o a lunga focale, anche se in genere vengono chiamati tutti teleobiettivi.
Nell'insieme, possono essere suddivisi in tre categorie: medio-tele, tele e super-tele, con i rispettivi angoli di campo diagonale, tra 40° e 25°, tra i 20° e 10° e tra 8° e 2,5° o valori inferiori, nei casi estremi. A causa del maggiore ingrandimento (e generalmente in proporzione a questo), producono anche un forte effetto di compressione della profondità, riducendo apparentemente le distanze tra i piani vicini e lontani, nella profondità della ripresa. Questo effetto è anche chiamato "schiacciamento dei piani" ed è solo un effetto ottico.
Siccome un obiettivo da 500 mm (ad esempio) sarebbe effettivamente lungo all'incirca oltre mezzo metro – presentando una scarsa maneggiabilità e un notevole sbilanciamento nell'impiego pratico (soprattutto usandolo a mano libera, senza supporti adeguati, come un monopiede) – per ovviare a questo, è stato ideato lo schema ottico a teleobiettivo, che consiste in un gruppo ottico anteriore convergente e in un gruppo posteriore leggermente divergente (con la possibilità che vi siano anche ulteriori gruppi centrali) e consente di accorciare (anche di molto) la lunghezza fisica del tubo ottico.

## Ottiche nominali
Gli obiettivi fotografici vengono suddivisi in varie categorie in base al angolo di campo ripreso sul fotogramma; le tre principali nomenclature sono il grandangolo, il normale e il tele, con ulteriori sottocategorie. La lunghezza focale per il formato Leica 24x36 (o full-frame), è una consuetudine ormai consolidata e conosciuta un po' da chiunque (vedi anche focale equivalente e fattore di crop), che si può riassumere così:
- Ultra grandangolare estremo (da 120° a salire): focale pari o inferiore a 12 mm
- Ultra grandangolare (da 120° a 100°): focale 12-18 mm
- Grandangolo spinto (tra 84° e 100°): focale 18-24 mm
- Grandangolo (da 60° a 84°): focale 24-36 mm
- Normale (tra 45° e 60°): focale compresa tra 38 e 52 mm
- Medio tele (tra 45° e 20°): focale 52–120 mm
- Tele (tra 20° e 8°): focale 120–300 mm
- Super tele (inferiore a 8°): focale superiore a 300 mm

## Uso di obiettivi con differenti formati di sensore
Il sensore delle fotocamere digitali (ma non solo) può avere dimensioni differenti da quelle tipiche 36 × 24 mm, e a causa di questa differenza, l'angolo di campo ripreso cambia. Ad esempio, se montiamo un 50 mm su una reflex digitale APS-C (con sensore 24 × 16 mm), otteniamo lo stesso angolo di campo equivalente ad usare un obiettivo di focale 75 mm su una fotocamera per formato 24x36 (full-frame).
Il calcolo della conversione tra lunghezza focale originale e lunghezza focale equivalente al full-frame, in relazione all'angolo di campo ottenuto, si basa sul rapporto tra le diagonali dei due formati. In genere il fattore di conversione per le APS-C Fujifilm X, Nikon DX, Pentax e Sony è di 1,5×; mentre per quelle Canon è di 1,6×; e per le 4/3 e micro 4/3 è di 2×.
| Lunghezza focale effettiva | Lunghezza focale su full-frame (e tipo di lente) | Focale equivalente su APS-H (1,3×)   | Focale equivalente su APS-C 1,5×   | Focale equivalente su APS-C 1,6× (Canon) | Focale equivalente su 4/3 e m4/3 (2×) | Focale equivalente su CX (2,7×) | Focale equivalente su 1/2,3" (5,5×) |
| -------------------------- | ------------------------------------------------ | ------------------------------------ | ---------------------------------- | ---------------------------------------- | ------------------------------------- | ------------------------------- | ----------------------------------- |
| 6 mm                       | 6 mm (Fish-eye circolari)                        | 7,8 mm                               | 9 mm                               | 9,6 mm                                   | 12 mm (ultragrandangolare estremo)    | 16,2 mm (ultragrandangolare)    | 33 mm (grandangolo)                 |
| 8 mm                       | 8 mm (Fish-eye)                                  | 10,4 mm (ultragrandangolare estremo) | 12 mm (ultragrandangolare estremo) | 12,8 mm (ultragrandangolare estremo)     | 16 mm (ultragrandangolare)            | 21,6 mm (grandangolare spinto)  | 44 mm (normale)                     |
| 10 mm                      | 10 mm (ultragrandangolare estremo)               | 13 mm (ultragrandangolare estremo)   | 15 mm (ultragrandangolare)         | 16 mm (ultragrandangolare)               | 20 mm (grandangolo spinto)            | 27 mm (grandangolare standard)  | 55 mm (normale)                     |
| 12 mm                      | 12 mm (ultragrandangolare estremo)               | 15,6 mm (ultragrandangolare)         | 18 mm (grandangolo spinto)         | 19,2 mm (grandangolo spinto)             | 24 mm (grandangolo)                   | 32,4 mm (grandangolo)           | 66 mm (normale)                     |
| 14 mm                      | 14 mm (ultragrandangolare)                       | 18,2 mm (grandangolo spinto)         | 21 mm (grandangolo spinto)         | 22,4 mm (grandangolo spinto)             | 28 mm (grandangolo standard)          | 37,8 mm (grandangolo)           | 77 mm (medio tele)                  |
| 16 mm                      | 16 mm (ultragrandangolare)                       | 20,8 mm (grandangolo spinto)         | 24 mm (grandangolo)                | 25,6 mm (grandangolo)                    | 32 mm (grandangolo)                   | 43,2 mm (normale)               | 88 mm (medio tele)                  |
| 18 mm                      | 18 mm (grandangolo spinto)                       | 23,4 mm (grandangolo)                | 27 mm (grandangolo standard)       | 28,8 mm (grandangolo standard)           | 36 mm (grandangolo)                   | 48,6 mm (normale)               | 99 mm (medio tele)                  |
| 20 mm                      | 20 mm (grandangolo spinto)                       | 26 mm (grandangolo)                  | 30 mm (grandangolo)                | 32 mm (grandangolo)                      | 40 mm (grandangolo/normale)           | 54 mm (normale)                 | 110 mm (medio tele)                 |
| 24 mm                      | 24 mm (grandangolo)                              | 31,2 mm (grandangolo)                | 36 mm (grandangolo)                | 38,4 mm (grandangolo)                    | 48 mm (normale)                       | 64,8 mm (medio tele)            | 132 mm (medio tele)                 |
| 28 mm                      | 28 mm (grandangolo standard)                     | 36,4 mm (grandangolo)                | 42 mm (normale)                    | 44,8 mm (normale)                        | 56 mm (normale)                       | 75,6 mm (medio tele)            | 154 mm (tele)                       |
| 35 mm                      | 35 mm (normale)                                  | 45,5 mm (normale)                    | 52,2 mm (normale)                  | 56 mm (normale)                          | 70 mm (medio tele)                    | 94,5 mm (medio tele)            | 192,5 mm (tele)                     |
| 45 mm                      | 45 mm (normale)                                  | 58,5 mm (normale)                    | 67,5 mm (medio tele)               | 72 mm (medio tele)                       | 90 mm (medio tele)                    | 121,5 mm (medio tele)           | 247,5 mm (tele)                     |
| 50 mm                      | 50 mm (normale)                                  | 65 mm (medio tele)                   | 75 mm (medio tele)                 | 80 mm (medio tele)                       | 100 mm (medio tele)                   | 135 mm (medio tele)             | 275 mm (tele)                       |
| 58 mm                      | 58 mm (normale)                                  | 75,4 mm (medio tele)                 | 87 mm (medio tele)                 | 92,5 mm (medio tele)                     | 116 mm (medio tele)                   | 156,5 mm (tele)                 | 319 mm (super tele)                 |
| 85 mm                      | 85 mm (medio tele)                               | 110,5 mm (medio tele)                | 127,5 mm (medio tele)              | 136 mm (medio tele)                      | 170 mm (tele)                         | 229,5 mm (tele)                 | 467,5 mm (super tele)               |
| 105 mm                     | 105 mm (medio tele)                              | 136,5 mm (medio tele)                | 157,5 mm (tele)                    | 168 mm (tele)                            | 210 mm (tele)                         | 283,5 mm (tele)                 | 577,5 mm (super tele)               |
| 135 mm                     | 135 mm (medio tele)                              | 175,5 mm (tele)                      | 202,5 mm (tele)                    | 216 mm (tele)                            | 270 mm (tele)                         | 364,5 mm (super tele)           | 742,5 mm (super tele)               |
| 180 mm                     | 180 mm (tele)                                    | 234 mm (tele)                        | 270 mm (tele)                      | 288 mm (tele)                            | 360 mm (super tele)                   | 486 mm (super tele)             | 990 mm (super tele)                 |
| 200 mm                     | 200 mm (tele)                                    | 260 mm (tele)                        | 300 mm (super tele)                | 320 mm (super tele)                      | 400 mm (super tele)                   | 540 mm (super tele)             | 1100 mm (super tele)                |
| 300 mm                     | 300 mm (super tele)                              | 390 mm (super tele)                  | 450 mm (super tele)                | 480 mm (super tele)                      | 600 mm (super tele)                   | 810 mm (super tele)             | 1650 mm (super tele)                |
| 600 mm                     | 600 mm (super tele)                              | 780 mm (super tele)                  | 900 mm (super tele)                | 960 mm (super tele)                      | 1200 mm (super tele)                  | 1620 mm (super tele)            | 3300 mm (super tele)                |
| 1000 mm                    | 1000 mm (super tele)                             | 1300 mm (super tele)                 | 1500 mm (super tele)               | 1600 mm (super tele)                     | 2000 mm (super tele)                  | 2700 mm (super tele)            | 5500 mm (super tele)                |